# Moffet
Moffet es un municipio canadiense situado en la provincia de Quebec.

## Superficie
Moffet tiene una superficie de 340,31 km².

## Demografía
En 2021, tenía 206 habitantes, una densidad poblacional de 0,6 hab./km², y 179 viviendas.